# Distrito de San Miguel de El Faique
El distrito de San Miguel de El Faique es uno de los ocho que conforman la provincia de Huancabamba ubicada en el departamento de Piura en el Norte del Perú. 
Desde el punto de vista de la jerarquía de la Iglesia católica, forma parte de la diócesis de Chulucanas.

## Toponimia
El nombre de nuestro distrito toma el de su santo patrón San Miguel Arcángel cuya fiesta se celebra en el mes de septiembre; y el nombre de un árbol que crece en la zona llamado faique (Acacia macrantha). Se unieron estos dos nombres y un grupo de moradores asignan el nombre de San Miguel de El Faique.
Cuentan una leyenda ancestral que en un lugar había un árbol que ofrecía mucha sombra y era sitio obligado para el descanso de los arrieros que venían de la Costa a Huancabamba con productos, estos solían decir “descansaremos en el Faique”, a partir de estos tiempos esta tierra se le llamó El Faique.
El descanso de los comerciantes era aprovechado por los pobladores de aquel entonces para comprar o intercambiar productos, convirtiéndose el lugar en un tambo.

## Historia
San Miguel de El Faique se eleva a la categoría de distrito el 29 de enero de 1965, mediante Ley N.º 15415. El devenir histórico de San Miguel de El Faique nace quizás cuando ni siquiera sus primeros pobladores sabían en donde fijarían sus moradas y podemos señalar que sus antecedentes datan desde la época virreinal cuando don Juan Dávalos Cuba Maldonado, Juez y visitador de venta y composición de tierras,  dio posesión al cacique principal de Huancabamba a don Cosme Chinguel, dichos terrenos pertenecían territorialmente a la comunidad campesina de Andanjo del distrito de Canchaque.
Posteriormente estos predios pasan a manos de doña Juana Manuela de Itumaga, sin embargo en la época de la fundación de la República de los predios aparecen como parte de Palambla y como caserío de la provincia de Ayabaca (1861 a 1864), a partir de 1865 pasó a pertenecer a la jurisdicción de la provincia de Huancabamba durante 39 años. Luego en 1904 se integra al distrito de Canchaque con su capital Palambla.
Entre los primeros moradores destacaron don Cosme Chinguel y sus arrendatarios. Posteriormente fueron llegando ciudadanos de otras provincias e incluso del extranjero como Manuel Eugenio Ramírez quien emigró de la provincia de El Oro, del país vecino del Ecuador.
Años después, estas tierras, fueron vendidas a los señores Manuel Jacinto Pongo Chinguel, José del Carmen Pongo Chinguel, Juan del Carmen Machado, entre otros, quienes tuvieron a bien fijar su morada en estos terrenos,  fundando el pueblo en el lugar llamado “La Laguna” que se ubica entre Huayanay y Villa Flor, para después trasladarse a los terrenos donde hoy es la capital del distrito.
Corrían los años 60 y por aquel entonces, el diputado por Huancabamba, don José Ignacio Portocarrero Carrasco inicia las gestiones para que el caserío, que pertenecía a Canchaque también se eleve a la categoría de distrito, con el apoyo de los señores Pedro Andrés Ramírez Arrieta, Manuel Emeterio Yauri Ramón, el diputado por Piura doctor Luis Carnero Checa y del senador Juan Lituma Portocarrero. Las gestiones dieron su fruto un 29 de enero de 1965, mediante Ley N.º 15415, rubricada por el presidente de La República Fernando Belaúnde Terry, el nombre del nuevo distrito sería San Miguel de El Faique, jurisdicción de la provincia de Huancabamba.
Don Manuel Yauri fue el primer alcalde y fue reelegido por períodos consecutivos, ya que previamente había sido elegido por el pueblo por unanimidad como su primer agente municipal, siendo reconocido por la máxima autoridad municipal de Piura, el dr. Alberdi Carrión. En su gestión se construyó el local del Concejo, luego el colegio primario, el secundario, el mercado de abastos, entre otros que hasta hoy prestan sus servicios.

## Geografía
Ocupa una superficie de 201,6 kilómetros cuadrados.
Hay 36 caseríos en el distrito de San Miguel de El Faique. 
Zonas y centros poblados del distrito de San Miguel de El Faique
| N° | ZONIFICACION                    | CASERÍO |
| 01 | Zona I Loma Larga Baja          | - Las Huacas - Chanro - Piedra Azul - Loma Larga Alta - Loma Larga Baja                                                                                       |
| 02 | Zona II San Miguel de El Faique | - Villa Flor - San Miguel de El Faique - El Huando - Sánchez Cerro - San Cristóbal - Puente Piedra - Huayabo - Santa Ana - El Tambo - Los Corrales - San José |
| 03 | Zona III Higuerón               | - Quitahuajara - El Higuerón - Pizarrume - Chamelico - La Capilla - Ñangay - Lúcumo Huasimal                                                                  |
| 04 | Zona IV Calangla                | - Calangla - Santa Cruz - Naranjo - Sauce – Pueblo Nuevo - La Lima - Gaspar                                                                                   |
| 05 | Zona V Machay                   | - Machay - Pusuquí - Lúcumo de Carhuancho - Tallapampa - Faical - Cruz de Piedra - Santa Rosa de la Antena                                                    |

Límites:
Sus puntos extremos son:
Al norte: con el distrito de Canchaque, coordenada 5° 15′ de latitud sur
Al sur: con el distrito de Huarmaca, coordenada 5° 30′ de latitud sur
Al este: con el distrito de Sondorillo, coordenada 79° 30′ de longitud oeste.

Al oeste: con el distrito de Salitral, provincia de Morropón coordenada 79° 45′ de longitud oeste.
|                 | Norte: Canchaque |                  |
| Oeste: Salitral |                  | Este: Sondorillo |
|                 | Sur: Huarmaca    |                  |

## Autoridades

### Municipalidad
Alcalde Actual
- 2023 - 2026[5]
  - Alcalde: Guillermo Morales Sánchez, de Región Para todos
  - Regidores:

  1. Pánfilo Aguirre Bobadilla (Región Para todos)
  2. Violeta Santos Segundo (Región Para todos)
  3. Wilmer Huancas Lizana (Región Para todos)
  4. Erlita Zurita Huamán (Región Para todos)
  5. Edilberto Carlos Adrianzen Santos (Unidad Regional)

Alcaldes anteriores
- 1967 - 1969: Emeterio Yauri Ramón, de la Coalición APRA - UNO.
- 1969 - 1980: Gobierno militar.
- 1981 - 1983: Cándido Hugo Arrieta Carrasco, del Partido Aprista Peruano.
- 1984 - 1986: Manuel Eleuterio Yauri Ramón, del Partido Aprista Peruano.
- 1987 - 1989: Pedro Pablo Ramírez Adrianzén, del Partido Aprista Peruano.
- 1990 - 1992: Justo Arnaldo Guerrero Guerrero, del Partido Aprista Peruano.
- 1993 - 1995: Juan Francisco Lizana Yajahuanca, del Frente Independiente Cívico Campesino.
- 1996 - 1998: Juan Francisco Lizana Yajahuanca, de L.I. Nro  3 Frente Independiente Cívico Campesino.
- 1999 - 2002: Juan Francisco Lizana Yajahuanca, del Frente de Integración Cívico Campesino FICC.
- 2003 - 2006: Santos Genaro Huancas Chinchay, de Alianza para el Progreso.
- 2007 - 2010: Leoncio Gumercindo Huamán Jiménez, del Movimiento Regional Obras + Obras.
- 2011 - 2014:[7] Leoncio Gumercindo Huamán Jiménez, del Movimiento Regional Obras + Obras.
- 2015 - 2018:[8] Rodrigo Chinchay Pacheco, de Agro Sí.
- 2019 - 2022: José Antonino Huamán Chuquipoma, de Alianza para el Progreso

### Policiales
- Comisario: Sargento PNP .

## Turismo
En el distrito de El Faique hay lugares turísticos los cuales pueden visitar como la Plaza Principal y la Plaza de la Cultura, bello lugar para visitar así como el mirador cerro Huayanay, que es un cerro empinado el cual debes subir por unas escaleras hasta lo más alto donde encontrarás una capilla con una cruz misionera, que queda muy cerca de la plaza y te brindará una vista increíble del pueblo desde cierta altura. Luego puedes visitar el "el mirador de Villaflor" . Se dice que en épocas de fiesta las personas del pueblo bajan la cruz de su capilla bailando y luego lo regresan, también se tiene la creencia que no se puede estar arriba a partir de las 6 p. m., porque a esa hora aparece el diablo y se lleva a la persona. Como en todo pueblo aun tienen las creencias de sus antepasados quienes conocían los lugares encantados de la zona y no se asomaban por ahí por temor a no regresar.

Mirador Cerro Huayanay
Este cerro se localiza entre los límites de los distritos Canchaque y San Miguel de El Faique. Este cerro era considerado desde los tiempos pre inca e inca, como un lugar de adoración y culto pues es un punto de energía importante. Por este cerro además para el camino Inca secundario que unía El Faique y Canchaque con Huancabamba y el Camino Inca principal que unía la Costa con la Sierra.
Una corta caminata por la ladera del cerro recorriendo entre arbustos característicos del bosque montañoso, disfrutando del clima templado de esta zona y del aire puro que ofrece el bosque y pastizales; nos lleva a la cima en la cual se aprecia los hermosos paisajes en un área de 360 grados.
En horas de la tarde es el lugar ideal para apreciar los bellos atardeceres que se suceden diariamente mostrando matices diferentes que van desde el naranja hasta el rojo intenso. Visitar este lugar es toda una oportunidad para contemplar la obra creadora de Dios, los cerros tutelares que resguardan el valle de Canchaque y San Miguel de El Faique.

Catarata Santa Ana
La catarata Santa Ana se encuentra ubicada en el Caserío Santa Ana, situada a una altitud de 1624 m s. n. m. y a una distancia de 9 km de San Miguel de El Faique capital distrital. La Catarata tiene una caída de agua de 40 metros aprox. que desciende de la quebrada del mismo nombre, cuya caída de agua forma una piscina natural de una profundidad variable hasta de 2 metros y de 7 metros de ancho por 15 de largo. La laguna está rodeada de paredes rocosas por donde baja el agua copada de hierbas, helechos, musgos que le da a la laguna un tono de color verdusco. La Catarata está rodeada de un extraordinario paisaje, en el trayecto se puede apreciar los cultivos de café, que constituyen el producto bandera de esta zona, Ecológicamente en la catarata se encuentra una variedad de flora y fauna destacando los cangrejos podemos encontrar también, el gavilán, el huacaca, el halcón, el venados. En flora es constante la presencia de plantas medicinales como yanten, cola de caballo, berro, matico, amor seco, además Shimir, ishpingo, shuspo, entre otros. El recurso ofrece un escenario íntegramente natural, ideal para campin. El acceso hacia la catarata, es por un sendero o camino que se encuentra en buenas condiciones está hecha con materiales propios del lugar, con el fin de mejorar la seguridad del visitante.

Museo Cosme Chinguel
La Sala de Arqueología y Etnología del Museo "Cosme Chinguel de El Faique, se construye por iniciativa del Padre Estevan Buscemi, va su preocupación ante la necesidad de poner en valor la producción del arte local, remoto y actual, reuniendo para ello, una colección que llevar al público un conocimiento directo de estas expresiones del espíritu, creaciones de artistas v artesanos de todos los tiempos. Su función será eminentemente educativa y difusora, con el fin de generar un mayor conocimiento de la historia del Distrito y con ello revalorar y promover la identidad cultural de sus habitantes.
Este Museo está emplazado en un lugar privilegiado, frente a La Plaza de La Cultura y en un contexto colmado de naturaleza, que lo enmarca como un espacio contemplativo de reflexión espiritual y goce estético para los habitantes del Distrito y para quienes visitan esta tierra.
Esta colección que forma parte de la Sala de Arqueología la integran objetos de distinta procedencia y sólo algunos pocos objetos son de El Faique, especialmente piezas arqueológicas del Caserío Las Huacas. El propósito final como todo Museo, es el de conservar, preservar, estudiar, interpretar, coleccionar, y exhibir al público para su educación y disfrute, objetos y especímenes de valor cultural y educacional, utilizando para ello, material artístico, científico y tecnológico, didáctico y visual.
Finalmente, para explicar sobre el nombre se dio en homenaje al último gran Cacique, dueño de estos territorios Don Cosme Chinguel descendiente directo de un Linaje de hombres honrados, trabajadores y auténticos, que llegaron a esta generación un portentoso Patrimonio Cultural, al que pertenece esta valiosa Muestra que con mucho agrado ponemos a su disposición.

Petroglifos
Compuesta por 10 piezas, donde se han plasmado diversos glifos, aproximadamente. Tienen una antigüedad de 9000 años A.C., los pobladores de aquella época representaron escenas de la vida diaria, por lo que se deduce que practicaban una agricultura incipiente, diseñaron figuras antropomorfas, zoomorfos, geométricas y rostros humanos. El centro arqueológico se ubica en el caserío de Villaflor a 20 minutos de la capital distrital.

Fiesta Patronal en honor a San Miguel Arcángel
El distrito es eminentemente católico desde sus inicios, pues, hasta 1943, nuestra fiesta anual era en honor a San Francisco de Asís, que se celebra en una provisional capilla, levantada en una esquina donde ahora es la plazuela de San Francisco. En 1943, el pueblo de El Faique se reunió en asamblea pública para comprar el terreno donde hoy se levanta el templo San Miguel Arcángel, compra que se hizo a don Roberto Bermeo Montoya, en el mismo acto se procedió a la designación de nuestro nuevo patrono y la fecha a celebrarse, se menciona que a sugerencia de don José Hortencio Ocaña Ojeda, diciendo señores, para que discutir tanto, propongo designar a San Miguel Arcángel, en honor a nuestro padrecito Miguel Jesús Ramírez Arrieta, propuesta que fue aceptada por los presentes, así quedó establecido el patrono de El Faique. A partir de 1943 a 1948, no contaban con la presencia del Santo en la capilla, por lo que solamente se le homenajeaba con misa, que se celebra en el mes de julio. El 25 de julio de 1958, se coloca la primera piedra de nuestro templo, año también en que llega a nuestra tierra la imagen de San Miguel Arcángel, donado por el Pbro. Miguel Jesús Ramírez Arrieta quien celebró la misa en representación del señor Obispo Fortunato Chirichigno; quién en esos días se encontraba enfermo, a partir de ese entonces (1959) se celebra la fiesta en el mes de septiembre.
Así nace una tradición que ha tomado ribetes nacionales e internacionales, con días festivos, con bailes, banda de músicos, castillos, pasacalles, concursos, exposición de artesanía, procesión del patrón del pueblo, etc.

Peroles Santa Ana
Los peroles de Santa Ana se ubican en el caserío Santa Ana, en la quebrada del mismo nombre, son un conjunto de diez lagunas en formaciones rocosas labrados por la misma naturaleza, los cuales se desprenden de la imponente catarata Santa Ana a 20 metros donde sus aguas siguen su curso, estos tienen profundidades que oscilan entre 1 a 4 m de fondo, con 2 a 3 metros de largo y 3 a 6 metros de ancho. Están rodeados de abundante vegetación, en su mayoría plantas silvestres. Son aptos para tomar un baño y disfrutar del paisaje.

Quebrada de San Antonio
a Quebrada San Antonio, es una vertiente de agua que nace entre los cerros Huando y Manirca, característica por las aguas cálidas y la vegetación que la rodea. Estas aguas son usadas generalmente en terrenos de cultivo, irrigando las parcelas de café o abasteciendo de recurso hídrico para las acémilas o animales de carga. Cuenta con un sistema de poleas, donde a través de una base sólida de metal y fierro, las personas pueden deslizarse de extremo a extremo con 20 m aproximadamente de largo, a una altura de 2,5 a 3 m sobre dicha quebrada, siendo un medio de transporte o diversión no mecanizado.

Mirador Cerro Villaflor
Tiene una extensión de 6 km2. La cima del cerro ofrece la mejor vista paisajística, es un imponente mirador natural desde donde se aprecia el distrito de San Miguel de El Faique, además de los valles costeños, andinos y la carretera serpenteada que viene desde Piura. El Cerro Villaflor guarda misterios tenebrosos, según la tradición oral en este cerro hay restos óseos humanos del tiempo de los hacendados, ya que aquí se sacrificaba a los peones de la Casa Hacienda San Antonio por robar el ganado o cometer algún acto de fechoría. En la ladera que mira al noroeste, se encuentra una pared de piedra en la que muchos han intentado escalada libre, con algunas dificultades. El clima es cálido y soleado con temporadas de lluvias bien marcadas en los meses de diciembre hasta abril., vertiginoso por naturaleza e ideal para tomas fotográficas.

Plaza de la Cultura
Esta atractiva Plaza, es el resultado de la renovación de la antigua plaza de armas del distrito San Miguel de El Faique en el año 2006. El artista plástico Hernán Pauta Salas hizo la remodelación con un mural de aproximadamente 12 metros de largo por 6 metros de ancho, en el cual se aprecia recursos turísticos de la zona, costumbres, actividades agrícolas, el escudo del distrito, su historia misma. En el centro de la plaza se encuentra el busto del Cacique Cosme Chinguel, último propietario del territorio del distrito; además dos ejemplares del árbol el “faique” que le da el nombre al distrito San Miguel de El Faique.

Iglesia San Miguel Arcángel
La iglesia San Miguel Arcángel es la principal del distrito, fue construida en el año 1949 para albergar la imagen del Patrono Distrital del mismo nombre, debido a que los primeros pobladores fueron de creencia católica. Fue construida a iniciativa del primer comité de desarrollo presidido por Don Francisco Pauta Ocaña quien diseño el modelo arquitectónico en un óleo. De acuerdo a su descripción arquitectónica, presenta un estilo neoclásico, se compone de un solo cuerpo y 3 calles, consta de dos torres adosadas que sostienen a los campanarios en el cual hay solo una campana, seguido se halla el entablamento. En la calle central reside un arco de medio punto, un reloj en el centro sobre el portón (con rejas) de ingreso, seguido de unos peldaños que van a dar al atrio. En la parte interior de la iglesia se prolonga una nave central con unas bancas, se observa a un lado la escultura de San Miguel Arcángel, al fondo el altar y un retablo a base de piedra; así mismo una portada lateral que da pase a la parroquia.

## Festividades Religiosas
- Septiembre: San Miguel Arcángel.

El distrito es eminentemente católico desde sus inicios, pues, hasta 1943, nuestra fiesta anual era en honor a San Francisco de Asís, que se celebra en una provisional capilla, levantada en una esquina donde ahora es la plazuela de San Francisco. En 1943, el pueblo de El Faique se reunió en asamblea pública para comprar el terreno donde hoy se levanta el templo San Miguel Arcángel, compra que se hizo a don Roberto Bermeo Montoya, en el mismo acto se procedió a la designación de nuestro nuevo patrono y la fecha a celebrarse, se menciona que a sugerencia de don José Hortencio Ocaña Ojeda, diciendo señores, para que discutir tanto, propongo designar a San Miguel Arcángel, en honor a nuestro padrecito Miguel Jesús Ramírez Arrieta, propuesta que fue aceptada por los presentes, así quedó establecido el patrono de El Faique.
A partir de 1943 a 1948, no contaban con la presencia del Santo en la capilla, por lo que solamente se le homenajeaba con misa, que se celebra en el mes de julio.
El 25 de julio de 1958, se coloca la primera piedra de nuestro templo, año también en que llega a nuestra tierra la imagen de San Miguel Arcángel, donado por el Pbro. Miguel Jesús Ramírez Arrieta quien celebró la misa en representación del señor Obispo Fortunato Chirichigno; quién en esos días se encontraba enfermo, a partir de ese entonces (1959) se celebra la fiesta en el mes de septiembre.
Así nace una tradición que ha tomado ribetes nacionales e internacionales, con días festivos, con bailes, banda de músicos, castillos, pasacalles, concursos, exposición de artesanía, procesión del patrón del pueblo, etc.